# Nysa
Nysa («Ниса») — сімейство комерційних автомобілів, що виготовлялися у Польщі в 1958—1994 рр. Протягом цього періоду назва заводу-виробника змінювалась три рази: у 1954—1968 рр. — Zakłady Budowy Nadwozi Samochodowych w Nysie (Завод автомобільних кузовів у Нисі), у 1958—1986 рр. — Fabryka Samochodów Dostawczych Polmo (Завод комерційних автомобілів) та у 1986—1994 рр. — Fabryka Samochodów Osobowych, Zakład Samochodów Dostawczych w Nysie (Завод легкових автомобілів, відділ комерційних автомобілів у Нисі).
У конструкції використовувались вузли та агрегати легковиків Warszawa (двигун, трансмісія, підвіска тощо).
Існувало два покоління — Nysa N-58-501 (1958—1969 рр.) та Nysa 521/522 (1969—1994 рр.)
Автомобілі мали значний експортний потенціал — у 1973—1974 рр. 74 % обсягу виготовлення відправлялися за кордон Польщі, зокрема до Радянського Союзу.

## Історія[1][2][3]
За часів Другої світової війни в м. Нисі існував військовий гараж Вермахту, що після війни він став невеликою фабрикою металевих меблів Zachod («Захід»), де виготовлялись лікарняні ліжка, стільці, шафи та навіть сейфи. У 1952 р. підприємство перепрофілювалось на виробництво спеціалізованих кузовів для вантажівок Lublin 51 та Star 20, а з 1954 р. офіційно іменувалось як Zaklady Budowy Nadwozi Samochodowych (Завод автомобільних кузовів). У 1953 р. обсяг виготовлення становив 382 кузова, в 1955 р. — 772.
На межі 1956—1957 рр. правління Польщі вирішило ініціювати роботи з проєктування невеликих фургонів, оскільки Lublin 51 та Star 20 не повністю задовольняли потреби країни.
На початку 1957 р. з FSO (пол. Fabryka samochodow osobowych) був укладений контракт у результаті котрого з'явився прототип фургона зі зварною лонжеронною рамою, суцільнометалевим каркасним кузовом та агрегатами автомобіля Warszawa M-20. Однак ця розробка була відхилена через слабку технологічну базу ZBNS, що в той час був більше схожим на авторемонтний завод. Конструктори в Нисі суттєво переробили проєкт, адаптувавши його до можливостей заводу та уможливили створення на базі одного кузова не тільки фургонів але і мікроавтобусів. Водночас зорганізувалась співпраця з Fabryka Samochodow Ciezarowych (Заводом вантажних автомобілів), що в Любліні, де проєктували аналогічний автомобіль Zuk.

### Nysa N-57
До кінця 1957 р. на ZBNS зібрали 13 пробних мікроавтобусів Nysa N-57 (конструктори E. Kroll, B. Bartonik-Masiewicz та інші). Їх двигун, через можливе перевантаження передньої осі, був зміщений та втискався в салон, займаючи практично увесь простір між водійським та пасажирським сидіннями. Крім того, через незадовільну ізоляцію капоту, агрегат був постійним джерелом шуму та запахів. Кузов Nysa N-57 становив металевий каркас з труб прямокутного перерізу, обшитий листовою сталлю товщиною 0,8 мм. Усі вікна були з плоского скла.
Через технологічні особливості (лонжеронна зварна рама, кузов на трубному каркасі і т. д.) перші автомобілі були досить важкими — їх власна маса перевищувала 1,5 т, а повна була не більше 2250 кг. В результаті корисне навантаження всього 750 кг, з котрих 100 кг на можливий багаж. До багажника об'ємом 0,7 м³ вели широкі двері ззаду, що відкривались в ліву сторону.
Місткість мікроавтобусів становила 10 чол., разом з водієм. Сидіння виконувались з губчатої гуми. Салон опалювався та мав непогану вентиляцію. Загалом Nysa повністю відповідали існуючим в ті роки уявленням про комфорт.
Слабке місце машини — двигун від Warszawa M-20, потужністю всього 50 к. с., через що максимальна швидкість ледве досягала 90 км/год. Однак і рух з великою швидкістю був небезпечним: через високий центр мас, відносно вузьку колію та недосконалу підвіску мікроавтобус був нестійким, сильно кренився. Імовірно через це, чи через те що країні були потрібні невеликі розвізні фургони, випуск мікроавтобусів тимчасово відклали. Більш-менш стійке виробництво автомобілів Nysa розпочалось з фургонів.

### Nysa N-58F
На початку 1958 р. на базі мікроавтобуса створили фургон Nysa N-58F, вантажопідйомністю 800 кг: з боковин прибрали вікна, всередині салону встановили перегородку, передню підвіску підсилили (пружини з 9 витками замість 6), допрацювали задню підвіску. Всього у 1958 р. виготовили 313 фургонів.

### Nysa N-59

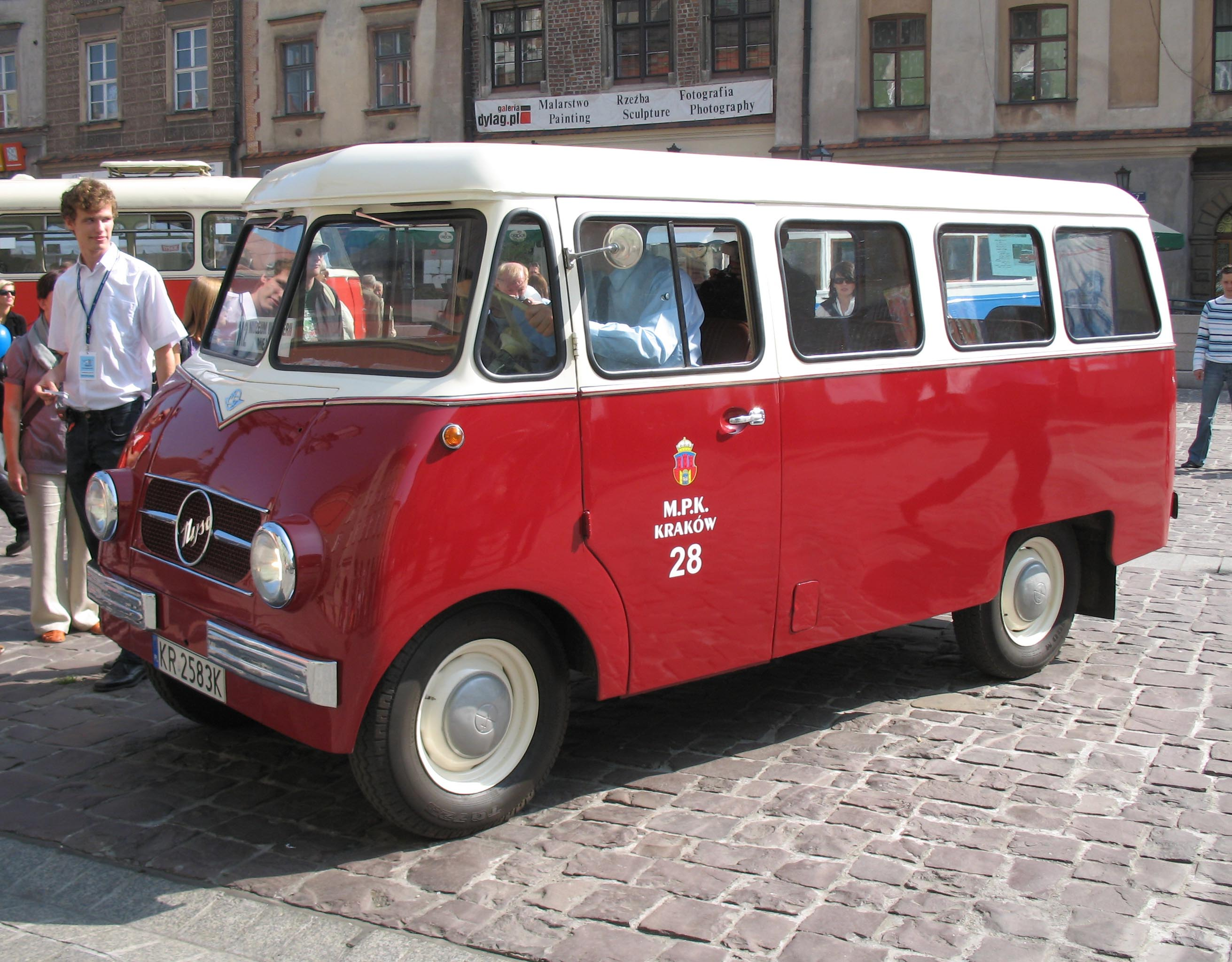
Nysa N-59М

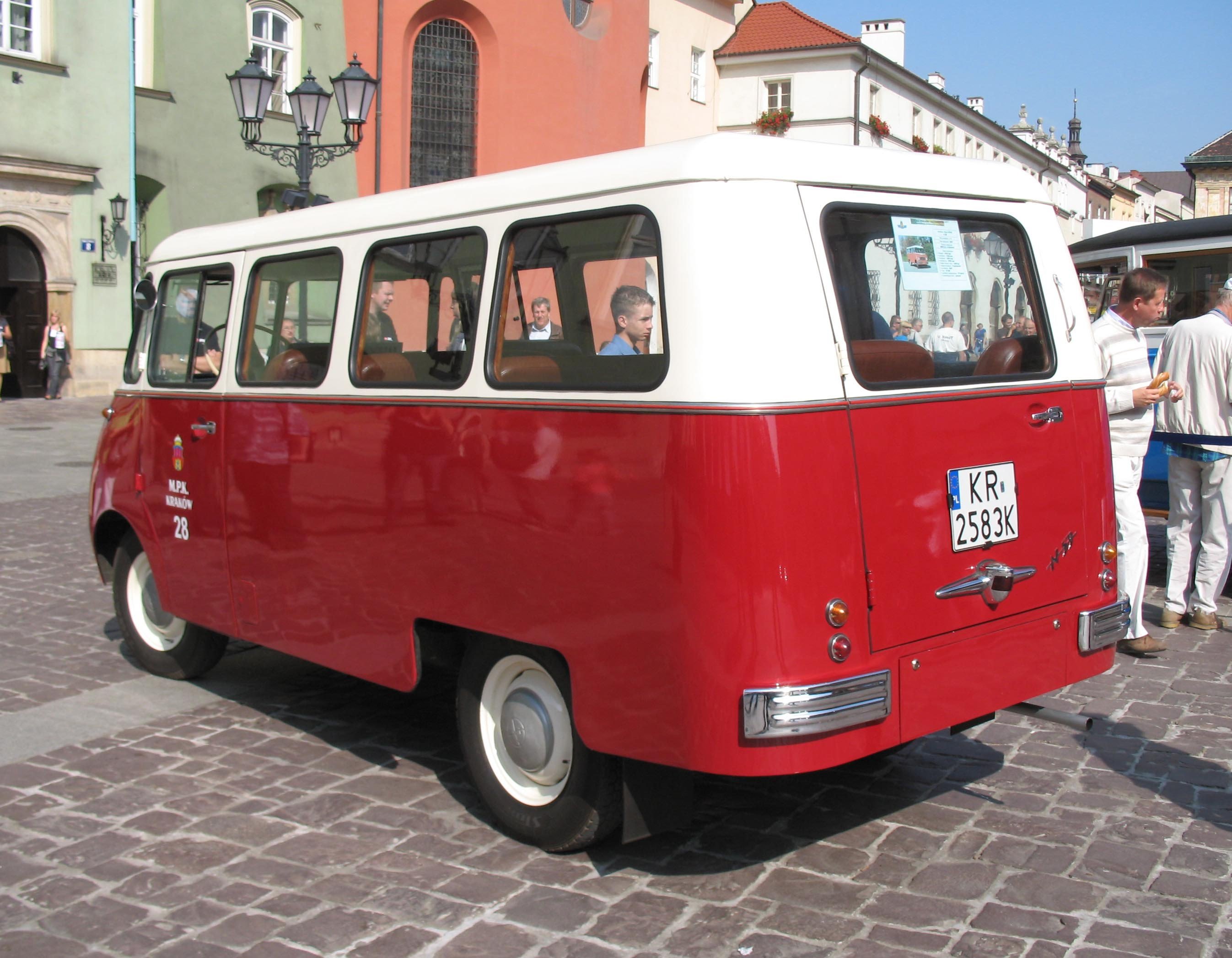
Nysa N-59М

З березня 1957 р. розпочались роботи по вдосконаленню, в результаті котрих в 1959 р. з'явились модернізована Nysa N-59. У порівнянні з попередниками у неї були: знову підсилена передня підвіска; змінене стоянкове гальмо, що діяло тепер не на колодки задніх гальм, а на карданний вал автомобіля; ширші диски коліс з підсиленими шинами 6,50–16; зміни в електричній схемі. При цьому ззовні кузов Nysa N-59 практично не змінився, але його конструкція стала легшою та більш пристосованою до масового виробництва. В серію нова «Ниса» пішла у трьох основних варіантах: фургон N-59F, мікроавтобус на 10 місць N-59M та карета швидкої допомоги N-59S. Остання відрізнялась наявною перегородкою в салоні, ношами у два поверхи, рукомийником, баком з водою, місцем для мед засобів тощо.
Фактично тільки Nysa N-59 стали по-справжньому масовими — вони протримались у виробництві до 1964 р. Головна зовнішня відмінність Nysa N-59 від моделей N-57/58F передній бампер з двох частин, інший кут нахилу передньої частини («передок» більш вертикальний).

### Nysa N-60-62
У 1960 р. до серійно виготовлюваних машин додається модифікація Nysa N-60Т («Т» — скорочено від Towos — Towarowo-osobowy, вантажопасажирський). У неї вздовж бортів встановлювались лавки на 8 пасажирів, котрі складались при перевезенні об'ємного вантажу. Ззовні модифікація відрізнялась кількістю вікон у боковинах — на одну пару менше ніж у мікроавтобусів.

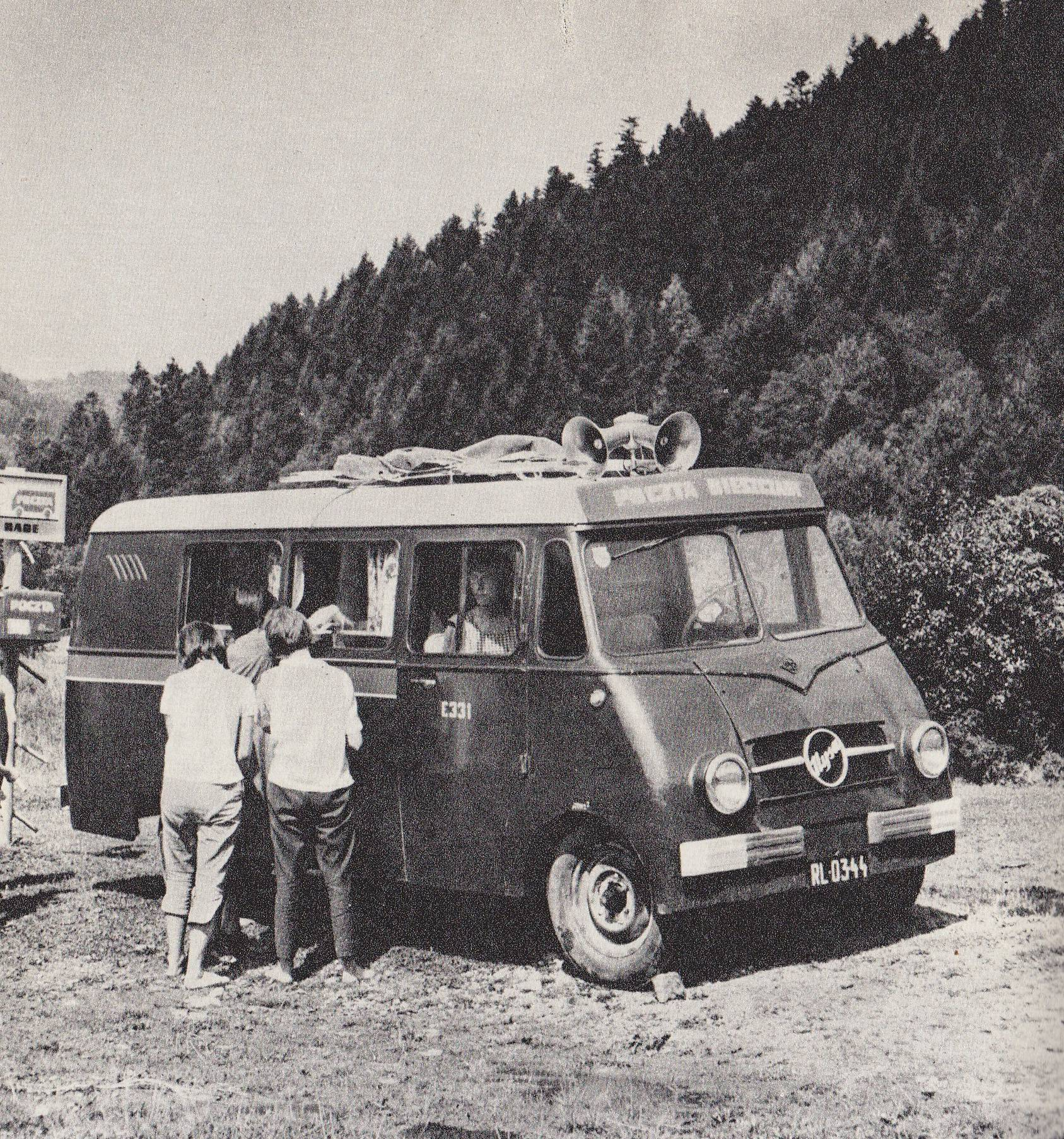
Nysa N-61

У 1961 р. була розроблена Nysa N-61K, для показу кінофільмів у польових умовах. Кузов ділився на три частини: кабіну водія, відсік кінооператора та місце для генератора то котушок з кабелем. Автомобіль обладнувався кінопроєктором для 16 мм плівки та звукопідсилювальною апаратурою — два динаміка можна було закріпити у вікнах з розсувним склом.
Цього ж року з'явилась Nysa N-61М, що в основному призначалась для експорту, в тому числі у країни зі спекотним кліматом (Nysa N-61М Tropic). Завершальне збирання та фарбування мікроавтобусів Nysa N-61М відбувалось на Санокському автобусному заводі (SFA).
Міністерство транспорту та Міністерство торгівлі Польщі провели розрахунок та дійшли висновку, що країні щорічно необхідно 150—200 невеликих розвізних автомобілів з ізотермічними кузовами для перевезення швидкопсувних харчових продуктів. В 1962 р. прототип такого автомобіля побудували в транспортній компанії № 2 у м. Лодзь. У фургоні Nysa N-59F вантажний відсік отримав теплоізоляцію стін, підлоги та даху з пластику під назвою Pianizol. Облицювання виконали з алюмінію. Встановили полички для товарів та невелику камеру на перегородці водія для завантаження сухого льоду, що давав змогу підтримувати всередині кузова низьку температуру. Переобладнаний екземпляр отримав назву Nysa NC-62.

### Nysa N-63/501
Основна ідея подальшої модернізації полягала в застосуванні нового верхньоклапанного двигуна S-21, виробництво котрого освоїли на FSO. Хоча новий двигун був виконаний на базі старого агрегату, у нього змінилась форма камери згоряння, що забезпечувала краще наповнення циліндрів, випуск відпрацьованих газів та весь процес згоряння, змінились фази газорозподілу, ступінь стиску збільшилась з 6,8 до 7,5, був встановлений новий карбюратор. В результаті потужність S-21 вже становила 70 к. с., що відобразилось на динаміці та витраті палива автомобілів Nysa.
На прототипах 1962—1963 рр. встановлювали панорамне гнуте лобове вікно. Якщо на прототипах 1962 р. лобове скло складалось з чотирьох частин, то на машинах 1963 р. вже тільки з двох. Крім цього, мікроавтобус Nysa N-63M мав великі кутові панорамні вікна в задніх стійках та схилах даху, вентиляційні люки зі склом.
Прототипи нової серії створювали на усіх модифікаціях поточного виробництва: мікроавтобус (Nysa N-63M), фургон (Nysa N-63F), вантажопасажирський (Nysa N-63T), «кінопересувка» (Nysa N-63P), санітарний (Nysa N-63S). Перше публічне представлення усього сімейства N-63 відбулось в серпні 1963 р. під час XXXII Міжнародного ярмарку в Познані.
Однак аналіз вартості запуску у виробництво нових моделей показав, що затрати будуть невиправдано високими та подальша робота над машинами даної серії була призупинена. Хоча отриманий досвід послугував модернізації Nysa N-59, що у 1964 р. перетворилася у Nysa 501. Основна відмінність останньої — двигун S-21 та панорамні лобові вікна.
Дефіцит двигунів S-21 призводив до того, що частина фургонів й надалі комплектувалась силовими агрегатами M-20.
В 1966 р. на замовлення Міністерства внутрішньої торгівлі Польщі розробили прототипи зі збільшеною на 350 мм висотою даху: один — для загального призначення, інший — для транспортування контейнерів з хлібом. Над задніми дверима був додатковий люк, що відкривався при завантаженні високих предметів. Фургон загального призначення оснастили зсувними дверима справа, а на фургоні для хліба використали дві великі горизонтальні стулки.
При співпраці з Краківським технологічним університетом були проведені випробовування на стійкість та керованість цих автомобілів. В результаті було встановлено, що наявна підвіска має надто малу жорсткість, машини креняться в поворотах, є необхідність встановлювати стабілізатор поперечної стійкості.
В ході реконструкції виробництва на ZBNS була виконана власна фарбувальна камера (це дозволило відмовитись від кооперації з автобусним заводом при підготовці експортних моделей) та організовано штампове виробництво. Основні елементи кузова вже не виколочувались вручну, що значно покращило зовнішній вигляд. Зокрема з 1967 р. передня решітка стала штампованою. У цьому ж році стали встановлювати задні ліхтарі від Warszawa 223.
Об'єм виробництва в 1967 р. досяг 7,5 тис. авт./рік та близько 30 % продукції відправлялись на експорт. Для порівняння: в 1964 р. кількість виготовлених машин ледве перевищили 5 тис., з котрих 20 % пішли на експорт.
У 1968 р. ZBNS став частиною об'єднання Polmo. В результаті завод став йменуватись Fabryka Samochodow Dostawchych (Завод комерційних автомобілів). Nysa 501 серійно виготовлялась до 1969 р.

### Nysa 503 (в серію не пішла)
Оскільки конструкція автомобілів вже на той час була застарілою, у 1965 р. була прийнята спроба побудувати прототип із зовсім іншим кузовом — Nysa 503. Поштовхом стало створення на FSO зовсім нового легкового автомобіля Warszawa 210, на більш сучасній агрегатній базі. До моменту створення Nysa 503 дослідний зразок Warszawa 210 існував тільки у єдиному екземплярі, тож нисівський прототип комплектувався агрегатами Ford Transit.

### Nysa 521

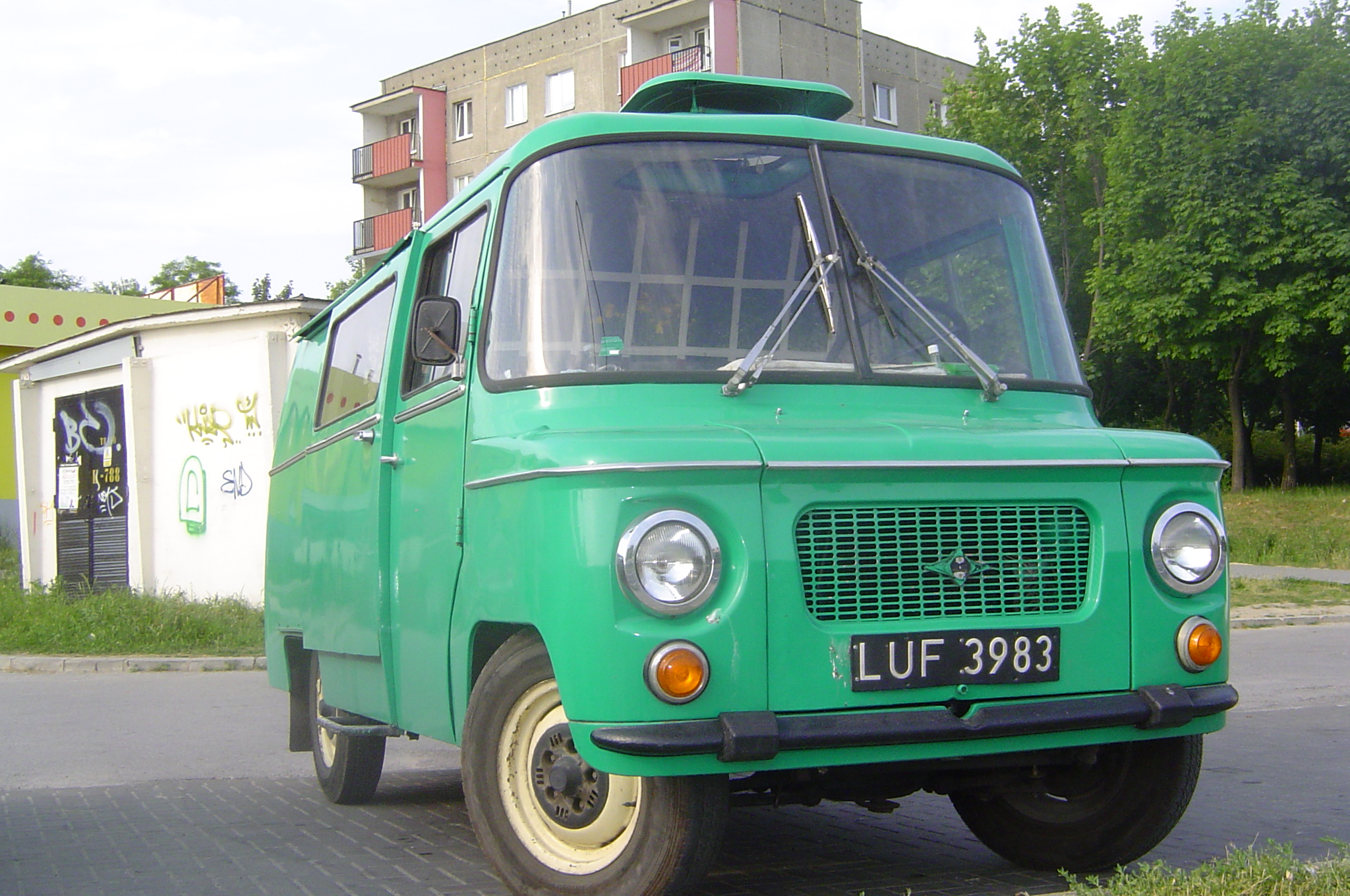
Nysa 521Т

Влітку 1968 р. на XXXVII Міжнародному ярмарку в Познані була представлена Nysa 521, виробництво котрої розпочалось у 1969 р.
Модернізація стосувалась кузова, зокрема «передка» та вітрового скла. Якщо у Nysa 501 капот знімався (за допомогою двох спеціальних ключів, що часто губились), то у Nysa 521 він вже був на петлях та відкривався тягою з кабіни. Однак до частини двигуна доступ залишався з салону. Серед змін нові бампера, склоочисники, додатковий ліхтар заднього ходу, склоомивач. Вентиляційні люки виготовляли з напівпрозорого пластику, а фургон та вантажопасажирський варіанти отримали зсувні двері (1100х1130 мм).
У салоні застосували нову оббивку, вдосконалили систему опалення, кожух двигуна став більш герметичним та звукоізольованим. Змінились сидіння водія та переднього пасажира. Для захисту від корозії кузов піддавали фосфатуванню та чотирикратному фарбуванню емаллю гарячого сушіння. Як і у попередника, встановлений на рамі кузов являв собою каркас з прямокутних та штампованих профілів облицьований листовим металом. Підлога була дерев'яна.

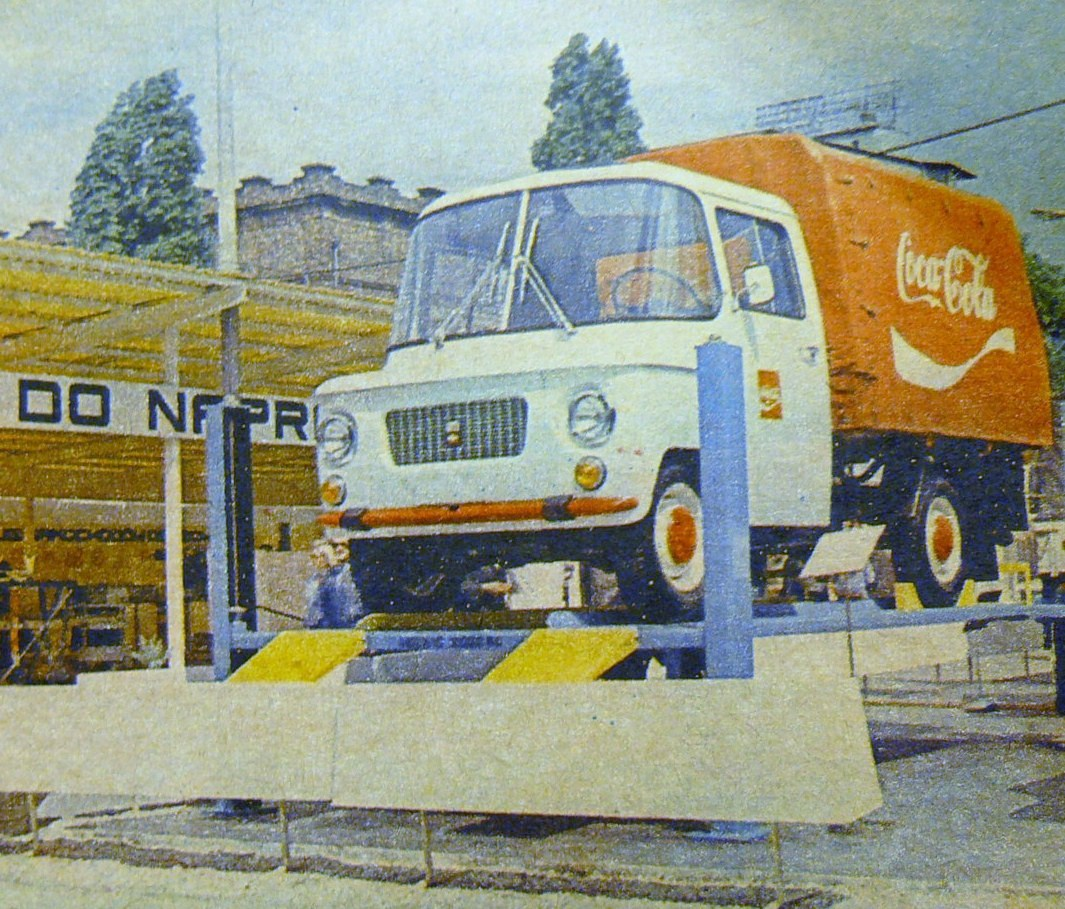
Nysa 521 на виставці у Познані (1973 р.)

Модернізація практично не стосувалась шасі, окрім розташування запасного колеса. Двигуни ті самі M-20 (50 к. с.) та S-21 (70 к. с.). Експортні варіанти комплектувались виключно останнім.
В 1971 р. автомобілі сімейства Nysa 521 продемонстрували на міжнародній автомобільній виставці у Брюсселі. Великі замовлення поступили з Бельгії та Німеччини, при чому німецькі споживачі забажали фермерський вантажопасажирський варіант з бортовою платформою та п'ятимісною кабіною зі збільшеною на 100 мм висотою даху та 4-ступінчастою коробкою передач. Такий автомобіль був представлений в 1972 р. на святі врожаю в м. Бидгощ. Надалі високий дах став обов'язковим для сімейства Nysa 522.
В серпні 1972 р. з конвеєра FSD зійшов 100-тисячний автомобіль — ювілейним став ізотермічний фургон Nysa 521С. У 1973 р. завод відсвяткував 25-річний ювілей та 15-річчя з початку виробництва автомобілів.

### Nysa 522
Модернізація сімейства Nysa 521 розпочалась з 1970 р., коли анонсували перші прототипи Nysa 522. Це були ще не ті автомобілі, що прийнято йменувати Nysa 522, а передньопривідні фургони. Однак передній привід вимагав значні зміни шасі та кузова, тож його вирішили відкинути.
В вересні 1970 р. з'явився проєкт «збільшеної» Nysa 522, на котрій конструктори мали намір збільшити вантажопідйомність з 880 до 1200 кг та площу кузова з 4,4 до 5,2 м². При цьому місця водія та переднього пасажира розмістили над передньою віссю (вагонне компонування). Зокрема, планувалось замінити дерев'яну підлогу металевою. Був побудований дослідний зразок, що проходив випробовування.
Продовженням ідеї були Nysa 523 зі збільшеною вантажопідйомністю та потужнішим двигуном S-21M, що ззовні практично не відрізнялись від серійної продукції.
Наступний проєкт Nysa 524 передбачав використання двигуна (70 к. с.) та коробки передач від Fiat 125p. Суттєвих переваг з іншими зразками не мав.
У 1972 р. повернулись до більш приземленого варіанту з вищим дахом та двоконтурною гальмівною системою, котра була обов'язковою у багатьох країнах. З часом пропонувалось комплектувати «Нису 522» модернізованим силовим агрегатом S-21M (77 к. с.) із закритою системою вентиляції картера, сухим повітряним фільтром та 4-ступеневою коробкою передач.
У 1976 р. Nysa 522 замінила свою попередницю й у 1978 р. обсяг її виробництва сягнув піку в 18 200 авт. Однак після цього випуск автомобілів став поступово знижуватись. Серед причин архаїчна конструкція та зростаюча конкуренція (зокрема, у 1976 р. в СРСР запрацював новий автозавод по випуску мікроавтобусів РАФ в Єлгаві), ускладнення політичної та економічної ситуації у Польщі на початку 80-их. До 1984 р. виробництво мікроавтобусів Nysa впало до 12 049 авт./рік, що можна порівняти з 1969 р. — 11 562 авт.
У 1984 р. на Nysa 522 почали встановлювати новий щиток приборів. У цьому ж році конвеєр покинув ювілейний 300-тисячний автомобіль.
Загальне погіршення становища заводу та підготовка нової моделі спільно з FSC, де заводу комерційних автомобілів призначалась роль підсобного виробництва пасажирської версії Lublin 325, призвели до того, що продукцію перестали модернізувати й усі останні роки випуску Nysa 522 зходила з конвеєра у незмінному вигляді.
У 1986 р. FSD приєднується до FSO і перейменовується у Zaklad Samochodow Dostawczych w Nysie (Відділ комерційних автомобілів у Нисі), так як з 1988 р. було прийнято рішення паралельно виготовляти FSO Polonez Truck (вантажні модифікації легковиків). В цьому ж році в зв'язку з організацією виробництва дизельних двигунів Andoria 4C90 в Андрюхові з'явилась можливість оснащувати ними серійні автомобілі Nysa. Проте конструкція машини була катастрофічно старою і дизельна Nysa не стала масовою.
У 1992 р. новий директор заводу Marian Smutkiewicz, котрий прийшов з FSO, вводить програму відновлення підприємства, що на короткий час приносить позитивні результати. Але основна роль в цій програмі була відведена виробництву FSO Polonez Truck, а не Nysa.
| роки                  | 1987   | 1988   | 1989   | 1990   | 1991  | 1992  | 1993  |
| --------------------- | ------ | ------ | ------ | ------ | ----- | ----- | ----- |
| кількість автомобілів | 12 448 | 11 971 | 11 007 | 10 366 | 3 658 | 2 720 | 1 800 |

3 лютого 1994 р., через зростання конкуренції та моральне старіння автомобілів Nysa їх виробництво зупинили. Останній екземпляр, що покинув конвеєр мав номер 380 575.
У 1996 р. підприємство було викуплено південнокорейською компанією Daewoo.

## Модифікації

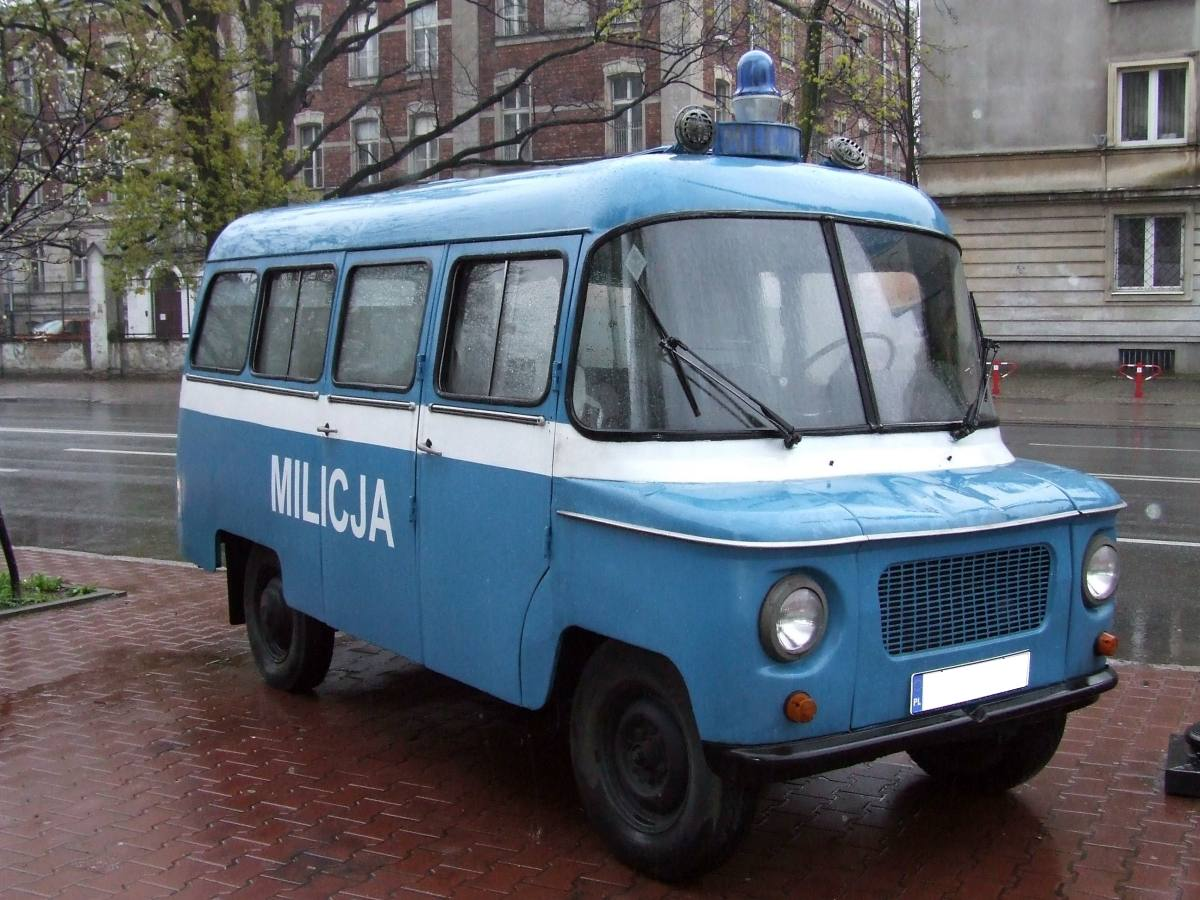
Nysa 522 Міліція

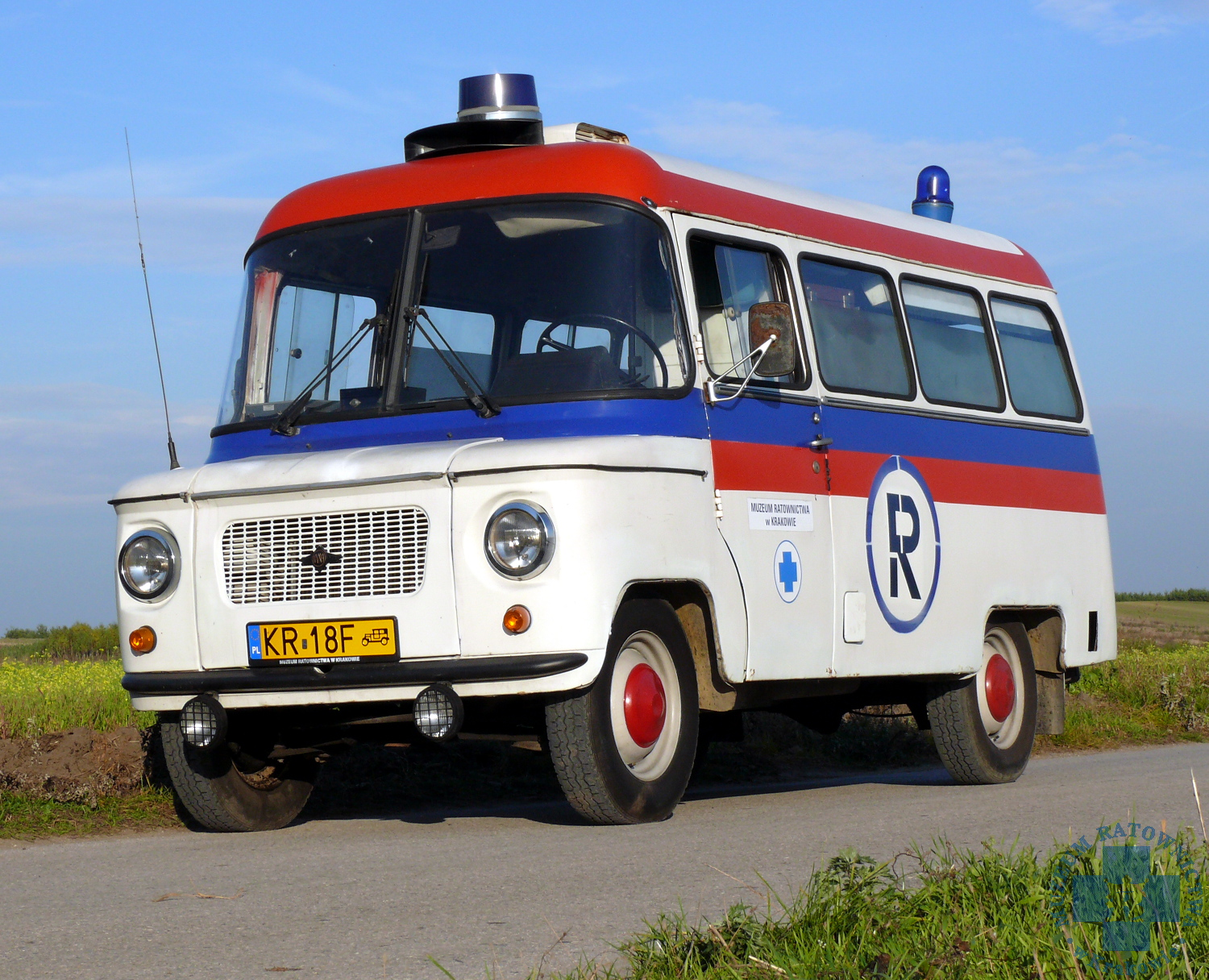
Реанімобіль Nysa 522

Модельний ряд на базі Nysa 521/522 включав модифікації: F — базовий фургон;
Т — вантажопасажирський варіант;
С — ізотермічний фургон;
R — пікап зі здвоєною кабіною;
М — мікроавтобус;
S — санітарний автомобіль;
Ow, Kw, Rsd — різні міліцейські варіанти;
СА — туристичний мікроавтобус.
Окрім перерахованих виконувались модифікації за побажаннями замовника. Серед них напівбрьоньовані автомобілі для перевезення цінних паперів, машини дорожньої технічної допомоги, транспортні засоби для перевезення радіоактивних матеріалів тощо. Також Nysa використовувались в пожежній охороні та Польській народній армії.

## Експорт
Експорт Nysa розпочався в 1959 р. — практично відразу як випуск став більш-менш масовим. У цей рік зібрали 1350 авт., з котрих 200 відправились за кордон, в основному, у дружні Польщі соціалістичні країни (Чехословаччину, Румунію, Угорщину, НДР).

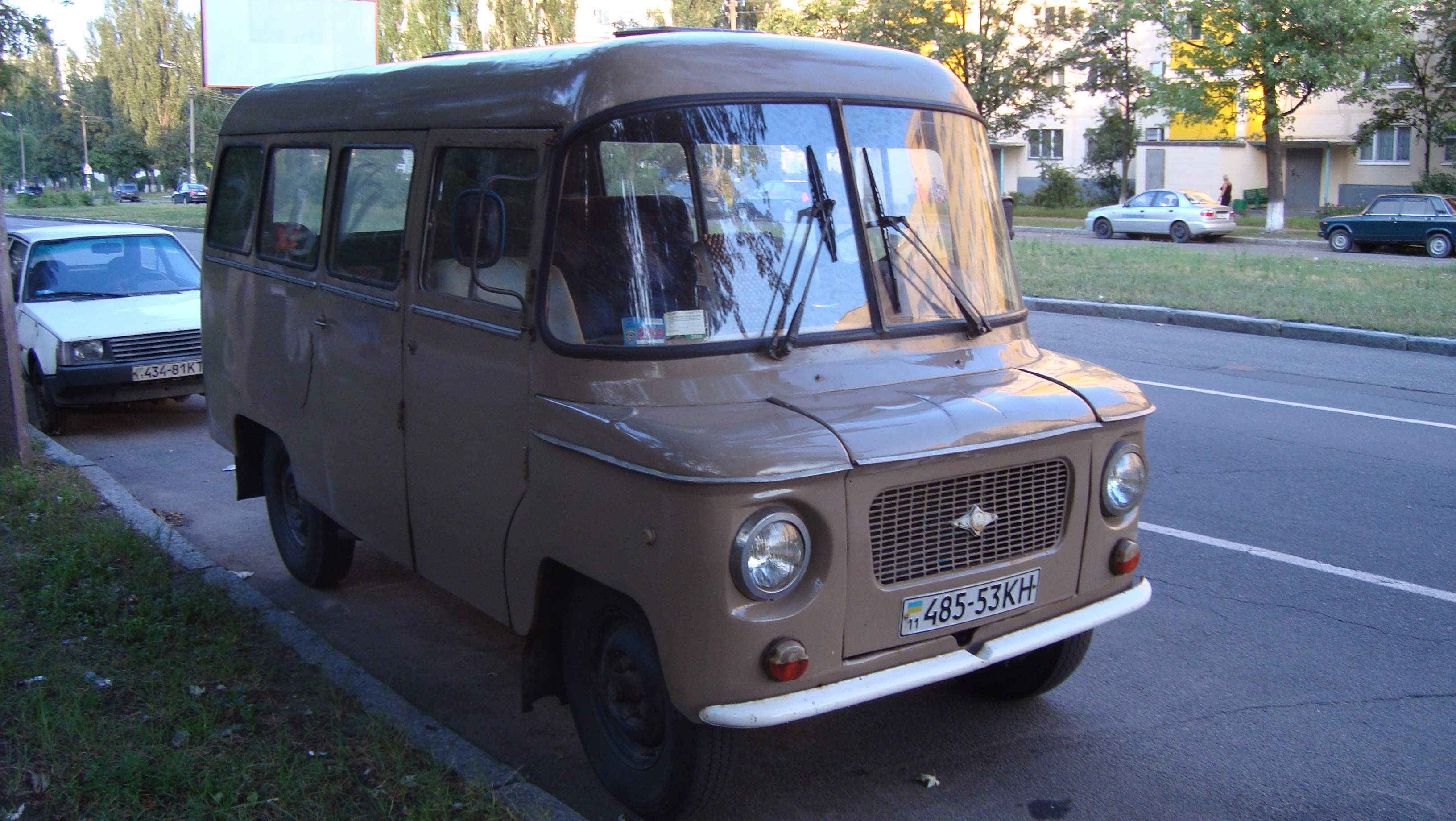
Nysa 522 в Україні

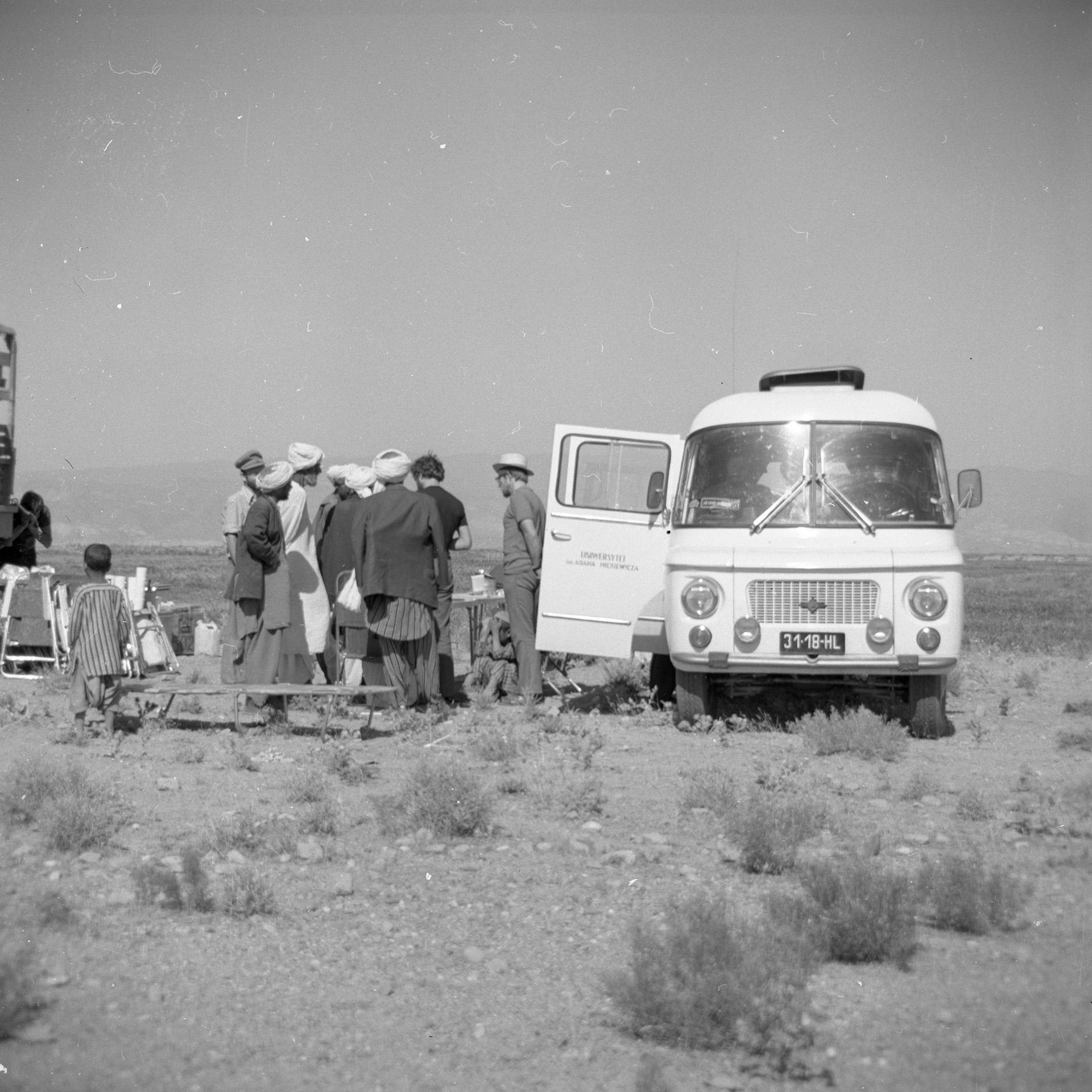
Nysa 522

У 1964 р. з близько 5 тис. виготовлених автомобілів 20 % йшли на експорт, а у 1967 р. з 7,5 тис. вже 30 % відправлялись у інші країни.
Успіх «Ниси» за кордоном можна пояснити лише слабкою конкуренцією. В цей період в СРСР Nysa потрапляли в одиничних екземплярах, та головним чином для обслуговування дипломатичного корпусу та різних представництв соціалістичних країн. Перша у СРСР "Ниса" з'явилась у Донецьку, у Міністерстві вугільної промисловості України. 
Масові поставки у Радянський союз розпочались у 1967 р. з мікроавтобусів Nysa 501M та ізотермічних фургонів Nysa 501С. З цього часу СРСР вважався найбільшим імпортером польських автомобілів.
До 1968 р. більше половини обсягу виголених автомобілів Nysa відправлялись на експорт.
Пік інтересу на зарубіжних ринках відбувся у другій половині 70-их. Хоч і не у значних обсягах, але автомобілі експортувалась у Велику Британію, ФРН та Францію. Більш успішно йшов продаж у Фінляндії, Бельгії, Норвегії та Туреччині. Серед покупців також були Судан, Гана та Камбоджа. В останні часи доволі успішно автомобілі реалізувались в Іраку, Китаї та Кувейті.
У 1973—1974 рр. експорт автомобілів сягнув 74 % від загального випуску.
Однак основними ринками збуту залишався соцтабір — СРСР, Чехословаччина, Болгарія, Румунія, Угорщина, НДР, Куба, В'єтнам, Північна Корея, Монголія. Загалом машини експортувались у 38 країн.
Якщо у 1967 р. СРСР придбав всього 370 автомобілів Nysa, то до 1972 р. в країні налічувалось близько 30 тис. авт. Експорт продукції польського автомобілебудування в Радянський союз постійно збільшувався, і у 1978 р. московському палацу піонерів був переданий 100-тисячний автомобіль Nysa поставлений в СРСР.

## Цікаві факти
- Задній номерний знак у Nysa 521/522 розташовувався у прямокутній ніші під задніми дверима. У СРСР, де використовувались «квадратні» номера, їх нижній край виступав за кузов, часто гнувся і ставав непридатним. В результаті на Nysa 521/522 негласно дозволяли змінювати місцями передні та задні номера.

- У 1972 р. над Nysa були проведені лабораторно-дорожні та міцнісні випробування на автополігоні НАМІ. Загалом автомобіль витримав випробування, проте продемонстрував погану стійкість та керованість на швидкостях більше 70 км/год., надмірну схильність до перевертання при виконанні вправи «вхід в поворот» та «об'їзд перешкоди».

- У великих автогосподарствах СРСР ресурс Nysa 521C не перевищував 3-4 р.

- За проханнями зовнішньоторговельної організації «Автоекспорт», імпортера польських автомобілів в СРСР, на Nysa на заводі встановлювали повноцінні буксирні гаки і вимикач маси в кабіні.

- Nysa мали дефекта — робота з коробкою передач вимагала певного досвіду: при необережному та швидкому перемиканні можна було увімкнути другу передачу при не вимкненій першій, що призводило до поломки шестерень.